# 佛教覺光法師中學
佛教覺光法師中學（英語：Buddhist Kok Kwong Secondary School）是一間位於香港新界沙田沙角邨的中學，創校於1981年。該校是香港佛教聯合會主辦之第八間中學，也是沙田區第一間佛教團體主辦之政府資助中學。

## 歷史
1979年（佛曆2523年）適逢會長覺光法師六十大壽，香港佛教聯合會倡議籌辦一間中學，以時任會長覺光長老法號命名。經會方向教育署申請，獲准撥給沙田沙角邨，新建標準中學校舍，命名為「佛教覺光法師中學」。

## 校訓
明智 - 明平等智
要徹底研究明白「平等等智」的佛德，明白有自己亦同時有他人的道理。
顯悲 - 顯同體悲
一切眾生的身體，與己身同為一體，同樣會發生拔除痛苦，興起快樂的心，這便是同體的慈悲心。

## 校內組織
一般組織
社別（House）：分別有四社，包括：慧社（紅），信社（黃），慈社（藍），勤社（綠）。於各社裏設有社長及社幹事等職位，以作負責社際活動的安排。
學生會（Student Union）：每年都會進行選舉，由全校學生投票。主要負責學生福利及舉辦學生活動。
領袖生（Prefect）：主要負責學生紀律工作。
義工領袖（Volunteer leaders）：主要負責帶領新生投入校園生活，及協助學生進行每年的義工服務。
制服隊伍
童軍、女童軍及升旗隊。

## 歷任校長
- 高秉祥 先生（1981年-1995年，創校校長；由東華三院黃鳳翎中學轉職，及後移民；回流後轉職至佛教馬錦燦紀念英文中學）
- 沈昇華 先生[1]（1995年-2016年）
- 黃海卓 先生（2016年[2]-2023年)，及後移民；回流後轉職至東華三院伍若瑜夫人紀念中學任校長）
- 王家雯 女士（2023年履新，現任校長）

## 學校設施
主座（Main Campus)
| 主座 |                                                                          | N翼                        | N翼                        | N翼                        | 主翼                                                     | 應用學習翼                               | 應用學習翼                               | 應用學習翼                               | 應用學習翼                               | 應用學習翼                               | 應用學習翼                               | 應用學習翼                               |
| ---- | ------------------------------------------------------------------------ | -------------------------- | -------------------------- | -------------------------- | -------------------------------------------------------- | ---------------------------------------- | ---------------------------------------- | ---------------------------------------- | ---------------------------------------- | ---------------------------------------- | ---------------------------------------- | ---------------------------------------- |
| 地下 | 教職員休息室、輔導室、覺念心靈成長中心、學生會室、小食部、體育用品儲存室 | 訓導室、面談室、大堂接待處 | 訓導室、面談室、大堂接待處 | 訓導室、面談室、大堂接待處 | 會議室、校務處、校長室、課室(LTC1/2）、學生更衣室        | 教員室、功課輔導室                       | 教員室、功課輔導室                       | 教員室、功課輔導室                       | 教員室、功課輔導室                       | 教員室、功課輔導室                       | 教員室、功課輔導室                       | 教員室、功課輔導室                       |
| 1樓  | 禮堂                                                                     | 明智軒                     | 明智軒                     | 明智軒                     | 一至六號課室（Rm 1 - 6）                                 | 電腦室、視覺藝術室、音樂室               | 電腦室、視覺藝術室、音樂室               | 電腦室、視覺藝術室、音樂室               | 電腦室、視覺藝術室、音樂室               | 電腦室、視覺藝術室、音樂室               | 電腦室、視覺藝術室、音樂室               | 電腦室、視覺藝術室、音樂室               |
| 2樓  | 中文閱讀閣                                                               | 校園電視台                 | 校園電視台                 | 校園電視台                 | 七至十二號課室（Rm 7 - 12）                              | 資訊科技學習中心（ITLC）、家政室、禪修室 | 資訊科技學習中心（ITLC）、家政室、禪修室 | 資訊科技學習中心（ITLC）、家政室、禪修室 | 資訊科技學習中心（ITLC）、家政室、禪修室 | 資訊科技學習中心（ITLC）、家政室、禪修室 | 資訊科技學習中心（ITLC）、家政室、禪修室 | 資訊科技學習中心（ITLC）、家政室、禪修室 |
| 3樓  | 英文閣讀閣                                                               | 特別室N2號（Rm N2）        | 特別室N2號（Rm N2）        | 特別室N2號（Rm N2）        | 十三至十八號課室（Rm 13 - 18）                           | 圖書館（圖書館內有自修室及多元視聽室）   | 圖書館（圖書館內有自修室及多元視聽室）   | 圖書館（圖書館內有自修室及多元視聽室）   | 圖書館（圖書館內有自修室及多元視聽室）   | 圖書館（圖書館內有自修室及多元視聽室）   | 圖書館（圖書館內有自修室及多元視聽室）   | 圖書館（圖書館內有自修室及多元視聽室）   |
| 4樓  | /                                                                        | 特別室N3號（Rm N3）        | 特別室N3號（Rm N3）        | 特別室N3號（Rm N3）        | 舞蹈室、學生活動中心、二十二至二十四號課室（Rm 22 - 24） | 物理實驗室、實驗預備室、生物實驗室       | 物理實驗室、實驗預備室、生物實驗室       | 物理實驗室、實驗預備室、生物實驗室       | 物理實驗室、實驗預備室、生物實驗室       | 物理實驗室、實驗預備室、生物實驗室       | 物理實驗室、實驗預備室、生物實驗室       | 物理實驗室、實驗預備室、生物實驗室       |
| 5樓  | /                                                                        | 特別室N4號（Rm N4）        | 特別室N4號（Rm N4）        | 特別室N4號（Rm N4）        | 天台                                                     | 化學實驗室、實驗預備室、綜合科學實驗室   | 化學實驗室、實驗預備室、綜合科學實驗室   | 化學實驗室、實驗預備室、綜合科學實驗室   | 化學實驗室、實驗預備室、綜合科學實驗室   | 化學實驗室、實驗預備室、綜合科學實驗室   | 化學實驗室、實驗預備室、綜合科學實驗室   | 化學實驗室、實驗預備室、綜合科學實驗室   |

### 新翼（New Wing）
| 新翼 | 延伸翼                          | 附翼       | 主翼                                                                            |
| ---- | ------------------------------- | ---------- | ------------------------------------------------------------------------------- |
| 地下 | 室內壘球打擊區                  | /          | 雨天操場                                                                        |
| 1樓  | /                               | 家教會室   | Robotic Innovation Laboratory、多用途教學室（MPTR）、新翼校務辦事處、二號音樂室 |
| 2樓  | 電腦室（俗稱為STEM Room）、平台 | 二號輔導室 | 二十六至三十一號課室（Rm 26 - 31）                                              |
| 3樓  | 健身室                          | 戲劇室     | （裝修工程尚未完成）                                                            |
| 6樓  | /                               | /          | 二號禮堂（Hall 2）                                                              |

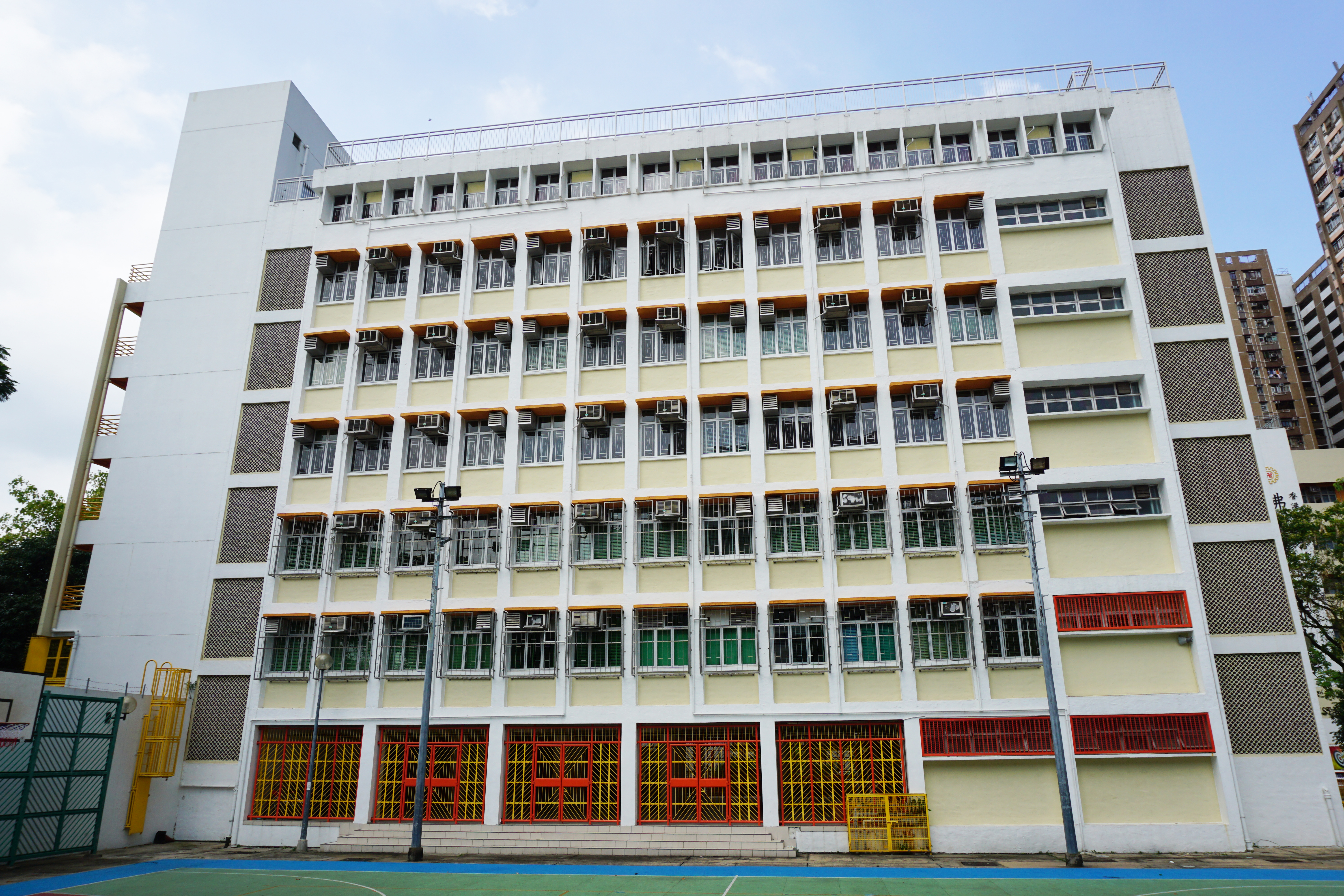
佛教覺光法師中學新翼

- 四樓及五樓為非牟利團體辦公室，由香港學界體育聯會、香港學界舞蹈協會、香港學校音樂及朗誦協會使用。

## 著名校友[來源請求]

### 商界
- 黃燁堂：大學畢業後在商界打拼，曾擔任上市公司CEO，現成立了自己的公司。

### 航空界
- 林維俊：畢業後，國泰航空公司受訓，在澳洲考獲民航機師駕駛執照。曾在國泰航空公司任職第二副機長。

### 教育界
- 黃淑如：於香港中文大學完成化學博士課後，現社著名補習社的星級導師。
- 鄧敏聰：於香港大學完成化學博士課後任職博士後研究員、研究主任；2021年入職清華大學，深圳國際研究生院材料研究院，現任副教授一職。
- 胡啟思：現職佛教覺光法師中學數學科教師。
- 謝國禧：現職佛教覺光法師中學體育科教師。
- 冼詠芬：曾任佛教覺光法師中學中文科教師。
- 古家麗：曾任佛教覺光法師中學佛學科、綜合科學科和STEM科教師，回歸母校擔任第六屆校友會主席及校友校董一職。

### 成績優異
- 杜偉傑：香港會考7A
- 伍燿煇：香港高級程度會考考獲4A，現為著名精算師

### 藝術及文化方面
- 林家棟：藝人
- 黃展持：出版社工作
- 歐珮瑩：舞台劇演員
- 黃潔芳：畢業於香港演藝學院中國戲曲課程，並獲演藝深造文憑；為發揚中國藝術文化，開辨粵劇學校教授粵戲課程，並任院長一職。
- 郭穎愉：於大學中文系畢業後選擇了一條與眾不同的出路 – 到電視台擔任編劇，先後於本港多間電視台擔任編戲及監製工作，為了追求個人理想，更與朋友成立自己的電影製作公司。

### 土木工程界
- 葉俊杰：著名土木工程師
- 鄭力維：現為香港註冊建築師

### 醫療及科研
- 王永亨：醫生，本港三大肝臟專家之一
- 胡世傑：從事人類基因及疾病研究工作
- 周楚耀：從事社區衛生服務及研究工作
- 覃詠恩：現任政府化驗所化驗師

### 體育方面
- 葉家豪：香港足球隊成員
- 羅冠傑：香港籃球隊成員
- 黃蘊瑤：香港單車隊成員
- 鮑明慧：香港劍擊隊成員
- 胡兆祥：香港劍擊隊成員，兼任港隊教練
- 廖綺珊：香港武術隊成員
- 陳微微：香港羽毛球隊成員